# Trapped (sèrie de televisió)
Trapped (en islandès: Ófærð) és una sèrie de televisió islandesa creada per Baltasar Kormákur i produïda per RVK Studios amb la col·laboració de la corporació pública danesa DR i el canal de televisió públic alemany ZDF. Fou presentada al Festival Internacional de Cinema de Toronto el 20 de setembre de 2015 i emesa pel canal estatal islandès RÚV el 27 de desembre del mateix any.
Fora d'Islàndia, la sèrie ha estat estrenada a França per France 2 amb cinc milions de seguidors, a la Gran Bretanya per la BBC Four on l'últim episodi va reunir més d'un milió d'espectadors. A Espanya es va estrenar el passat 7 de desembre de 2016 a través del canal de pagament Movistar+

## Argument
A les aigües del port d'un poble remot de la costa oest d'Islàndia, es descobreix un cadàver mutilat poc després de l'arribada d'un transbordador internacional procedent de Dinamarca. El cap de la policia local, Andri, inicia una investigació retenint el vaixell mentre espera reforços de Reykjavik. Però una forta tempesta de neu deixa el poble aïllat de l'exterior i a poc a poc es va complicant la situació amb decisions impetuoses del capità del transbordador i la mort del principal sospitós.

## Repartiment
- Ólafur Darri Ólafsson com a Andri Olafsson, cap de la policia de Siglufjörður.
- Ilmur Kristjánsdóttir com a Hinrika, oficial de policia.
- Ingvar Eggert Sigurðsson com a Ásgeir, oficial de policia.
- Nína Dögg Filippusdóttir com a Agnes Eiríksdóttir, exdona d'Andri.
- Þorsteinn Gunnarsson com a Eiríkur Davidsson, pare de l'Agnes.
- Rán Ísóld Eysteinsdóttir com a Dagný Eiríksdóttir, germana de l'Agnes i que va morir en un incendi 7 anys abans.
- Baltasar Breki Samper com a Hjörtur, xicot de la Dagný i que va sobreviure a l'incendi.
- Vytautas Narbutas com a Jonas Malakauskas.
- Bjarne Henriksen com a Soren Carlsen, capità del transbordador.
- Hans Tórgarð com a Dvalin Knudsson, enginyer del transbordador.
- Pálmi Gestsson com a Hrafn Eysteinsson, alcalde de Siglufjörður.
- Sigrún Edda Björnsdóttir com a Kolbrún, esposa de Hrafn.
- Lilja Nótt Þórarinsdóttir com a Maria, treballadora de l'Ajuntament.
- Jón Pétursson com a Maggi, fill de la Maria.
- Kristján Franklin Magnúss com a Guðni, propietari de l'hotel.
- Jóhann Sigurðarson com a Leifur, propietari de la fàbrica de peix i pare de la Maria.
- Sigurður Karlsson com a Guðmundur, pescador.
- Þorsteinn Bachmann com a Sigurður Gudmundsson, fill del Guðmundur.
- Steinunn Ólína Þorsteinsdóttir com a Aldís Grímsdóttir, mestre i dona del Sigurður.
- Björn Hlynur Haraldsson com a Trausti Einarssson, cap de l'equip policial de Reykjavik.
- Guðrun Gísladóttir com a Ragna, reportera de televisió.

## Producció
El diari islandès DV s'hi va referir com la sèrie de televisió més cara de la història d'Islàndia, amb l'estimació d'un cost total d'uns mil milions de corones islandeses, l'equivalent a més de sis milions i mig d'euros. Fins a la data el cost rarament excedia els dos-cents milions de corones. La Unió Europea va contribuir-hi a través del programa Creative Europe amb 75 milions de corones.
La banda sonora està executada per Jóhann Jóhannsson, guanyador del Globus d'Or 2015 com a millor banda sonora per The Theory of Everything.

## Localització
Es va rodar gairebé íntegrament a Siglufjörður, amb l'excepció d'algunes escenes a l'aire lliure rodades als fiords de l'Est i Reykjavík.

## Nominacions i Premis
| Any  | Premi                                                     | Categoria                                    | Nominat/a                                                   | Resultat   |
| ---- | --------------------------------------------------------- | -------------------------------------------- | ----------------------------------------------------------- | ---------- |
| 2016 | Nimfa d'or del Festival de Televisió de Montecarlo.       | Millor actor de sèrie de televisió dramàtica | Ólafur Darri Ólafsson                                       | Nominació  |
| 2016 | Nimfa d'or del Festival de Televisió de Montecarlo.       | Millor sèrie de televisió dramàtica          | RVK Studios i Dynamic Television                            | Nominació  |
| 2016 | Premi Edda de l'Acadèmia Islandesa de Cinema i Televisió. | Millor sèrie dramàtica                       | Trapped                                                     | Guanyadora |
| 2016 | Premi Edda de l'Acadèmia Islandesa de Cinema i Televisió. | Millor música                                | Jóhann Jóhannsson, Hildur Guðnadóttir i Rutger Hoedemaekers | Guanyadors |
| 2016 | Premi Edda de l'Acadèmia Islandesa de Cinema i Televisió. | Millors efectes visuals                      | Sigurjón F. Gardarsson, Dadi Einarsson i RVX EHF            | Guanyadors |
| 2016 | Jury Award                                                | Millor actor de repartiment de l'any         | Baltasar Breki Samper                                       | Nominació  |
| 2016 | Jury Award                                                | Millor episodi pilot                         | Bergsteinn Björgúlfsson                                     | Nominació  |